# Vale clausilia
De vale clausilia (Clausilia bidentata) is een slakkensoort uit de familie van de Clausiliidae. De wetenschappelijke naam van de soort werd voor het eerst geldig gepubliceerd in 1765 door Ström als Turbo bidentatus.

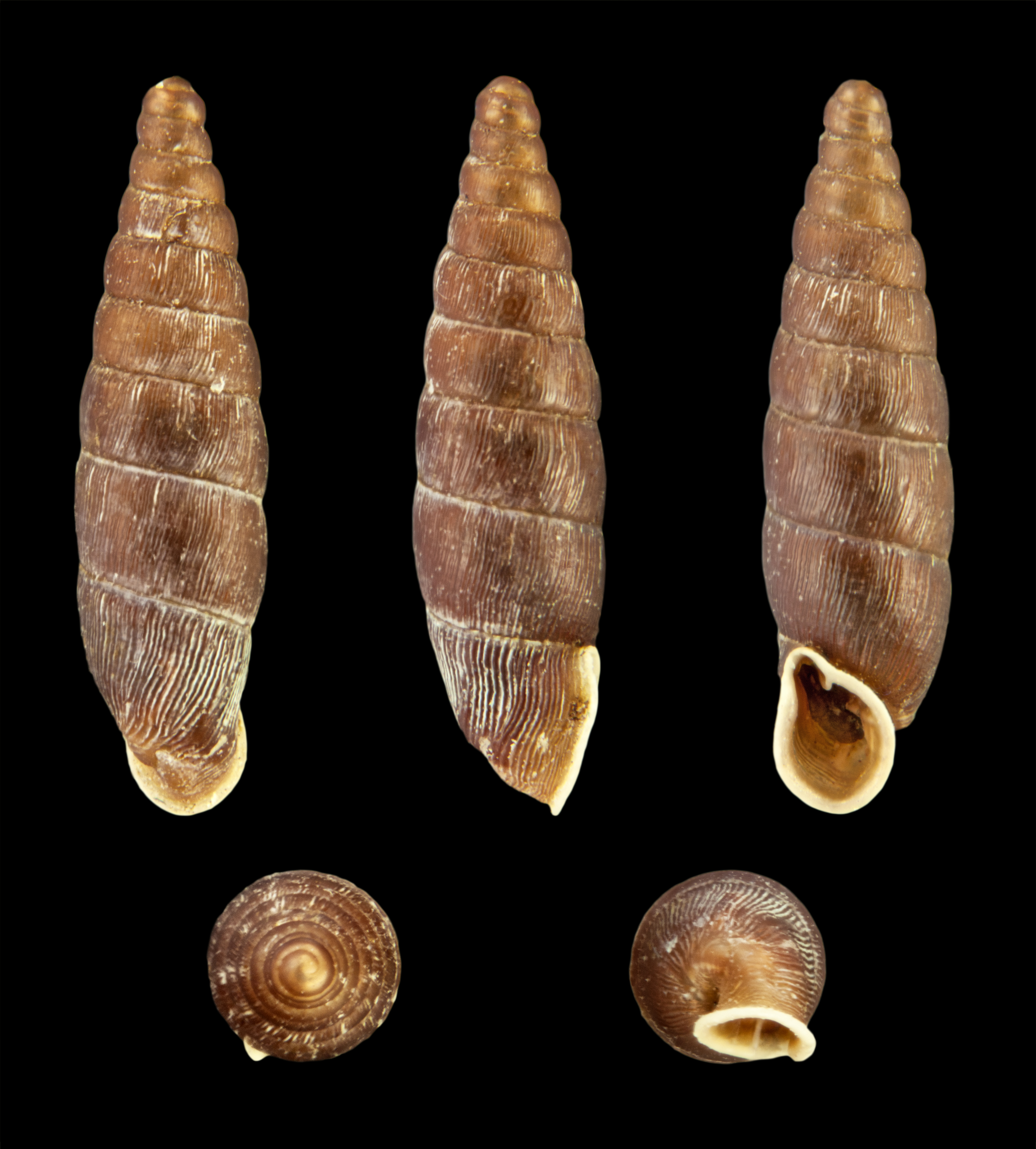

## Ondersoorten
- Clausilia bidentata abietina Dupuy, 1849
- Clausilia bidentata bidentata (Strøm, 1765)
- Clausilia bidentata crenulata Risso, 1826
- Clausilia bidentata moniziana (R. T. Lowe, 1852)